# Liste des évêques d'Assise
Cette liste recense les évêques qui se sont succédé sur le siège d'Assise. En 1974, Mgr Tomassini est nommé évêque d'Assise ainsi que de Nocera et Gualdo unissant les deux diocèses in persona episcopi. En 1986, par le décret Instantibus votis de la congrégation pour les évêques, les diocèses d'Assise et de Nocera Umbra-Gualdo Tadino sont pleinement unis et le nouveau district ecclésiastique prend le nom de diocèse d'Assise-Nocera Umbra-Gualdo Tadino.

## Évêques d'Assise
- Saint Rufin (? -238)
- Saint Vittorino (? - vers 240)
- Saint Sabino (? - vers 303)
- Basilio (mentionné en 412)
- Deodato (mentionné en 540)
- Avenzio (mentionné en 547)
- Ildefonso (mentionné en 600)
- Aquilino (mentionné en 649)
- Pascasio (mentionné en 800)
- Maio (821-826)
- Bencreato (mentionné en 850)
- Ibone (mentionné en 853)
- Raino (mentionné en 861)
- Pietro (mentionné en 950)
- Eremedio (mentionné en 963)
- Ingizo (mentionné en 967)
- Leone (mentionné en 985)
- Giorgio (documenté en 1015 et en 1018)
- Guglielmo (mentionné en 1019)
- Ugo (1029-1052)
- Agino (1059-1072)
- Drago (?)
- Rainerio (mentionné en 1107 ou 1117)
- Chiarissimo (1126-1134)
- Ildebrando (mentionné en 1144)
- Rufino II (? -1179) nommé archevêque de Sorrente
- Guido (1197-1208)
- Guido II (1212-1228)
- Matteo (1236-1237)
- Morico (?)
  - Crescenzio da Jesi o.f.m. (1250) évêque élu
- Niccolò di Calvi o.f.m.(1250-1273)
- Illuminato da Chieti o.f.m. (1273-1280)
- Simone Offreduzzi o.f.m.(1282-1295)
- Teobaldo Pontano o.f.m.(1296-1329)
- Corrado (1329-1337)
- Pasteur d'Aubenas de Serrats o.f.m. (1337-1339) nommé archevêque d'Embrun
- Niccolò Fucci o.f.m. (1339-1348)
- Bertrando Escarpiti o.f.m.(1348-?)
- Bertrand Lagier o.f.m.(1357-1368) nommé évêque de Glandèves
- Giacomo Annibaldi o.f.m. (1368-1369)
- Tommaso Racani o.f.m. (1369 - 1374)
- Nicolò Sperelli o.f.m.(1374-?)
  - Ludovico di Francesco o.f.m. (1378- ?) antiévêque
- Ermanno Baglioni (mentionné en 1385)
- Edoardo Michelotti (vers 1388-1390) déposé
- Andrea Galeazzi o.f.m. (1390-1404) nommé évêque de Montefiascone
- Giacomo d'Antiochia (1404-1405)
- Nicolò Vannini o.f.m.(1405-1411) déposé
- Benedetto Vanni de Attoni, O.S.B (1411-1419)
- Nicolò Vannini o.f.m. (1419-1429) pour la seconde fois
- Damiano Buselli o.f.m. (1429-1444)
- Francesco Oddi (1444-1456)
- Carlo Nepi (1456-1473)
- Andrea Egidi o.f.m. (1473-1474)
- Barnaba Bennati (1475-1483)
- Francesco Insegna o.f.m. (1483-1495)
- Geremia Contugi (1496-1509)
  - Zaccaria Contugi (1509-1526) administrateur apostolique
  - Silvio Passerini (1526-1529) administrateur apostolique
- Angelo Marzi (1529-1541)
- Angelo Archilegi (1541-1543)
- Ludovico Magnaschi di Santa Fiora (1543-1552)
- Tiberio Muti (1552-1554)
- Galeazzo Roscio (1554-1563)
- Filippo Geri (1564-1575)
- Antonio Lorenzini (1575-1577)
- Giovanni Battista Brugnatelli (1577-1591)
- Marcello Crescenzi (1591-1630)
- Tegrimo Tegrimi (1630-1641)
- Malatesta Baglioni (1641-1648)
  - Siège vacant (1648-1653)
- Paolo Emilio Rondinini (1653-1668)
- Ludovico Giustiniani o.s.m. (1670-1685)
- Francesco Nerli (1685-1689)
- Carlo Salvatori (1689-1692)
- Giovanni Vincenzo Lucchesini o.s.m (1693-1698)
- Ottavio Spader o.f.m. (1698-1715)
- Ruggero Giacobetti (1715-1716)
- Simone Marco Palmerini (1716-1731)
- Giovanni Battista Rondoni (1732-1735)
- Ottavio Ringhieri (1736-1755)
- Nicola Sermattei (1755-1780)
- Carlo Zangari (1780-1796)
- Francesco Maria Giampè (1796-1827)
- Gregorio Zelli o.s.b. (1827-1832) nommé évêque d'Ascoli Piceno
- Domenico Secondi o.f.m.Conv (1832-1841)
- Carlo Giuseppe Peda, B. (1841-1843)
- Luigi Landi-Vittorj (1844-1867)
  - Siège vacant (1867-1872)
- Paolo Fabiani (1872-1880)
- Peregrini Tofoni (1880-1883)
- Gaetano Lironi (1883-1889)
- Nicanore Priori (1889-1895)
- Luigi De Persiis (1896-1904)
- Ambrogio Luddi (1905-1927)
- Giuseppe Placido Nicolini o.s.b. (1928-1973)
- Dino Tomassini (1974-1980)
- Sergio Goretti (1980-1986) nommé évêque d'Assise-Nocera Umbra-Gualdo Tadino

## Évêques d'Assise-Nocera Umbra-Gualdo Tadino
- Sergio Goretti (1986-2005)
- Domenico Sorrentino (depuis 2005)

## Sources
- http://www.catholic-hierarchy.org